# Dengelgeist
Der Dengelgeist ist eine alemannische Sagengestalt und wird als Sensenmann und bärtiger Greis dargestellt.
Der Dengelgeist sitzt auf dem Friedhof und schärft (dengelt) seine Sense, um die zum Tode Bestimmten niederzumähen. Er personifiziert damit den Tod. In der Darstellung des Mittelalters erscheint er mehr noch als Gerippe. Johann Peter Hebel gestaltet ihn als Engel mit goldenen Flügeln, in einem weißen Gewand mit einem rosafarbenen Gürtel. Auf Nachfrage gibt der Dengelgeist zur Antwort, er mähe nur Futter für den Esel des Christuskindes und für die Kühe des heiligen Fridolin.
In Tirol bezeichnet Dengelgeist (oder Dengelmandl) den Geist eines Mannes, der nicht (d. h. nie) aufhören kann zu dengeln, weil er zu Lebzeiten mit dem Schärfen der Sense die Sonntagsruhe störte.